# シルバー・ウルフ (プロレスラー)
シルバー・ウルフ（19XX年8月16日 - ）は、オオカミをモチーフにした日本の覆面レスラー。

## 経歴
- 2002年4月20日、KAIENTAI DOJOディファ有明大会でヤス・ウラノ、柏大五郎とタッグを組んで対Hi69&Ryoko&PABLO戦でデビュー。
- 2003年5月4日、怪我により引退。
- 2004年4月25日、K-DOJOディファ有明大会にサンボ大石の持つUWA世界ミドル級王座に挑戦を表明してファンの顰蹙を買った。
- 5月23日、UWA世界ミドル級王者の大石とのUWA世界ミドル級選手権試合で再デビューして挑戦したが敗北。以降はK-DOJOからは遠ざかっている。

## 得意技
シンガポールスリンガー
ガルフストリーム

## 入場曲
- Exhaustless（A1-Joko）

## タイトル歴
- UWA世界ミドル級王座

## テレビ出演
- THIS IS KAIENTAI DOJO（GAORA）